# 山本龍
山本 龍（やまもと りゅう、1959年〈昭和34年〉7月4日 - ）は、日本の政治家。群馬県前橋市長（3期）、群馬県議会議員（通算4期）などを務めた。現在は都内に本社を置く情報関係企業のアドバイザーを務めている。家族は妻と長男、長女

## 来歴
群馬県吾妻郡草津町生まれ。親は鮮魚店を営んでいた。また父親の山本雅雄は草津町議会議員も務めた、実兄は元アルペンスキー世界選手権日本代表選手で、杏林製薬の社長を務めた荻原郁夫（旧姓：山本）。
草津町立草津小学校、前橋市立第三中学校、群馬県立前橋高等学校、早稲田大学商学部卒業。中学1年次からは県立前橋高校への進学を目指して前橋市内に下宿し、中学卒業後は同高校に進学した。医学部進学を目指していたが断念。早稲田大学に進学し、群馬県選出の衆議院議員の小渕恵三の書生を経て小渕恵三事務所に就職し、小渕の国会秘書と地元秘書を務める。
1990年、小渕の選挙運動における公職選挙法違反により逮捕され、懲役1年6ヶ月・執行猶予3年の有罪判決を受ける。執行猶予期間を終えた後の1994年、群馬県議会議員選挙に出馬するため小渕恵三事務所を退職。1995年の群馬県議会議員選挙に新進・社会・公明3党及び群馬民社協会、連合群馬、非自民・非共産の統一会派結成を目指すフォーラム群馬21の推薦を受け、吾妻郡選挙区から出馬し群馬県での最高得票を得て初当選した。２期目の任期途中に古巣の自由民主党に入党する。2003年、3選。

### 2007年群馬県知事選挙
2006年、群馬県知事選挙に出馬するために県議を辞職。
2007年の群馬県知事選挙では、現職の小寺弘之の5選を阻止するため、山本は2006年7月に群馬県議会議員を辞職し、群馬県知事選挙への出馬を表明する。これにより山本、小寺の保守同士の一騎討ちの公算が高まっていたが、自民党所属の群馬県議の一部が元群馬県議会議長の大澤正明を擁立し、三つ巴の分裂選挙に突入する。
5期目を目指す小寺に対抗し、山本は「群馬維新」を掲げ、多選禁止条例（知事の任期は3期12年まで）や県から市町村への権限の移譲、知事退職金の廃止等を主張。選挙では石関貴史や中島政希ら、民主党群馬県連内の保守派から支持を受けた。7月5日告示・同月22日投開票の結果、自民党の公認を受けた大澤正明が小寺・山本ら4人を破り初当選を果たした。山本は地元である吾妻郡では圧倒的な支持を得たものの、都市部の票が伸び悩んだ。
※当日有権者数：1,615,739人 最終投票率：53.41%（前回比：+26.00pts）
| 候補者名 | 年齢 | 所属党派   | 新旧別 | 得票数    | 得票率 | 推薦・支持 |
| -------- | ---- | ---------- | ------ | --------- | ------ | ---------- |
| 大澤正明 | 61   | 自由民主党 | 新     | 305,354票 | 35.76% |            |
| 小寺弘之 | 66   | 無所属     | 現     | 292,553票 | 34.26% |            |
| 山本龍   | 48   | 無所属     | 新     | 190,651票 | 22.33% |            |
| 吉村駿一 | 63   | 無所属     | 新     | 52,808票  | 6.18%  |            |
| 清水澄   | 58   | 無所属     | 新     | 12,523票  | 1.47%  |            |

2009年1月25日に行われた群馬県議会前橋選挙区補欠選挙（定数2）に自民党公認で出馬し、3年ぶりに返り咲きを果たした。

### 前橋市長
2012年2月19日執行の前橋市長選挙に自民党、みんなの党の推薦を受けて無所属で出馬し、連合群馬の支援を受けた現職の高木政夫らを破り、初当選した。2月28日に市長就任。選挙の結果は以下のとおり。
※当日有権者数：274,725人 最終投票率：49.06%（前回比：－3.34pts）
| 候補者名 | 年齢 | 所属党派 | 新旧別 | 得票数   | 得票率 | 推薦・支持                  |
| -------- | ---- | -------- | ------ | -------- | ------ | --------------------------- |
| 山本龍   | 52   | 無所属   | 新     | 65,173票 | 48.85% | 自由民主党・みんなの党 推薦 |
| 高木政夫 | 61   | 無所属   | 現     | 51,552票 | 38.64% |                             |
| 亀田好子 | 56   | 無所属   | 新     | 9,650票  | 7.23%  |                             |
| 樋口和彦 | 60   | 無所属   | 新     | 7,037票  | 5.27%  | 日本共産党 推薦             |

2016年2月7日告示・2月14日投開票の前橋市長選挙で弁護士の樋口和彦を破り、再選。この選挙で、山本は前回市長選で掲げていた市長任期2期8年までとする公約を撤回した。
※当日有権者数：273,608人 最終投票率：30.97%（前回比：－18.09pts）
| 候補者名 | 年齢 | 所属党派 | 新旧別 | 得票数   | 得票率 | 推薦・支持              |
| -------- | ---- | -------- | ------ | -------- | ------ | ----------------------- |
| 山本龍   | 56   | 無所属   | 現     | 61,903票 | 74.59% | 自由民主党・公明党 推薦 |
| 樋口和彦 | 64   | 無所属   | 新     | 21,084票 | 25.41% | 日本共産党 推薦         |

2020年の前橋市長選挙では山本のほかに、前年4月の県議選前橋市選挙区（定数8）から自民党公認で出馬しトップ当選した岩上憲司や元自民党衆議院議員の佐田玄一郎が出馬するなど保守分裂選挙となった。2月2日告示・2月9日投開票の結果、山本が岩上ら新人5候補を下し3選を果たした。
※当日有権者数：277,549人 最終投票率：43.16%（前回比：+12.19pts）
| 候補者名   | 年齢 | 所属党派 | 新旧別 | 得票数   | 得票率 | 推薦・支持      |
| ---------- | ---- | -------- | ------ | -------- | ------ | --------------- |
| 山本龍     | 60   | 無所属   | 現     | 49,565票 | 41.69% |                 |
| 岩上憲司   | 47   | 無所属   | 新     | 39,439票 | 33.17% |                 |
| 中島資浩   | 48   | 無所属   | 新     | 12,564票 | 10.56% |                 |
| 店橋世津子 | 58   | 無所属   | 新     | 9,428票  | 7.93%  | 日本共産党 推薦 |
| 佐田玄一郎 | 67   | 無所属   | 新     | 7,597票  | 6.40%  |                 |
| 海老根篤   | 72   | 無所属   | 新     | 277票    | 0.25%  |                 |

2024年の前橋市長選においては、自民党群馬県連と公明党群馬県本部から推薦を受けた。1月28日告示・2月4日の投開票の結果、連合群馬推薦の小川晶元群馬県議に敗れ落選した。
※当日有権者数：273,592人 最終投票率：39.39%（前回比： 3.77pts）
| 候補者名 | 年齢 | 所属党派 | 新旧別 | 得票数   | 得票率 | 推薦・支持                                |
| -------- | ---- | -------- | ------ | -------- | ------ | ----------------------------------------- |
| 小川晶   | 41   | 無所属   | 新     | 60,486票 | 56.60% |                                           |
| 山本龍   | 64   | 無所属   | 現     | 46,387票 | 43.40% | 自由民主党群馬県連・公明党群馬県本部 推薦 |

同年2月5日、取材に対して政治家を引退する意向を示した。3期12年間市長を務めたことについては「ちょっと長くやり過ぎたかな」との私見を述べた。なお２期分の退職金は辞退している。

## 政策・主張
- デジタル活用で産み出した余剰時間を「スロー」の生き甲斐を得るという理念である「デジタル&グリーン」を主導した。
- 2016年2月の市長選挙の際に、自身の政策についての理解を得るため、政策の背景まで詳細に記述された冊子「まえばしインデックス」を発行。このマニフェストが評価され、2017年10月5日に発表されたマニフェスト大賞実行委員会主催の「第12回マニフェスト大賞」にて、「優秀マニフェスト推進賞 <首長部門>」に選ばれた[26]。
- 2020年6月11日、新型コロナウイルス対策の財源に充てるため、自身の7月から12月までの月額給与を30％減額する条例案を市議会定例会に提出した。副市長と教育長と公営企業管理者については20％、常勤監査委員については10％減額する[27]。
- デジタル政策では電子空間上で個人を認証するIDの活用を進めた。このIDは全国唯一のスマホに搭載する電子署名法で認定された。 政府のデジタル田園国家構想の指定を受け市民向けのサービス(ＭaaS 、デジタル通貨、 住民自治の情報化…）を進めた。
- 働き方改革として前橋市職員の週休3日制への施行を行う。
- 「スロー」の活動では前橋市の赤城エリアを国際スローシティ連盟に登録をし、赤城における観光ビジネスと移住政策に取り組み、リモートワークの受け皿として空き家になった農家を改装した宿泊促進に取り組む。

## エピソード
- 群馬県立前橋高校在学中に同校の生徒会長選挙に立候補したが落選した[8]。生徒会長選で山本を破った人物はのちに高崎経済大学の教授となった[8]。
- 祖父が開業医として働いていた関係で[28]高校在学中は医学部医学科への進学を目指していたが、大学受験に失敗し、のちに文系に転向した[8]。高校在学時の自分は将来前橋市長になるとは思っていなかったと毎日新聞のインタビューで述懐している[8]。

### 2020年前橋市長選挙
2020年の前橋市長選挙においては、現職の山本龍の他に、自民党群馬県議の岩上憲司や元自民党衆議院議員の佐田玄一郎が出馬の意向を示し、3名は自民党前橋支部に推薦を依頼した。自民党前橋支部は保守系の立候補予定者3名から推薦依頼があったことから2019年11月3日に自主投票とすることを決定した。群馬県知事の山本一太は同年12月19日の会見で、自身の支持者の間で支援先が分かれているとして、今回の市長選では特定の候補者を支持しない意向を表明した。公明党群馬県本部は山本と岩上から推薦依頼を受けていたが、2020年1月9日に自主投票を決めた。日本共産党系の政治団体「民主市政の会」は2019年12月26日に、元前橋市議の店橋世津子の擁立を発表した。日本共産党は店橋を推薦した。このほか、元前橋市議の中島資浩や元みどり市議の海老根篤も出馬した。候補者は過去最多の6人となった。
前橋選挙区選出の中沢丈一・安孫子哲両県議は現職の山本を支援した。選挙時の山本後援会の会長は尾身幸次元衆議院議員の支援者だった人物が務めていた。山本の選対本部長には中沢県議が就いた。前橋市中心市街地の再開発に携わっている田中仁（株式会社ジンズの最高責任者）は山本を支持した。
前橋選挙区選出の狩野浩志県議は岩上の出馬を後押しし、同氏を支援した。山本が2018年12月に倉嶋敬明副市長を突如解任し中心市街地の再開発を白紙化して以来、狩野と山本市長は対立関係にあった。高木政夫元前橋市長の支持者らは岩上を支援した。岩上の選対幹事長には中曽根康隆後援会の幹部が就任した。選対本部長には小曽根英明前橋市議が就いた。この選挙で連合群馬は自主投票としたが、市議会の労組系会派「市民フォーラム」は岩上を独自に支援することを決定し、保守系の地方議員と共同で岩上を支援した。倉嶋元副市長による再開発事業に前向きだった事業者らも岩上を支援した。岩上の企業集会には中曽根系と近かった小寺弘之元群馬県知事のもとで出納長を務めた後藤新群馬サファリパーク副社長も出席した。
群馬県議の小川晶（2024年の前橋市長選で当選）はこの選挙で中島資浩元前橋市議を支援した。
市長選の影響で、市議会の最大会派「新政まえばし」が、山本派の「前橋令明」、岩上派の「前橋高志会」、中立派の「まほろば」に3分裂した。山本陣営の関係者は今回の選挙戦を「中沢・安孫子と狩野の代理戦争」と形容した。山本市長を支持するあるベテラン県議は、この選挙で岩上が自民党前橋支部に推薦を求めた一方で連合系（労組系）の前橋市議とも連携していることから岩上について「もはや敵だ」と選挙戦前に断言した。
候補者が乱立したものの、選挙の構図としては山本龍と岩上憲司の事実上の一騎打ちであった。また、岩上は中曽根系の高木政夫元市長と近い関係にあったため、2012年の市長選の構図を踏襲する形にもなった。山本は岩上を高木元市長と同一視して「8年前に戻してはならない」と主張し、山本陣営は岩上陣営を「乗り越えなくてはならない黒い壁」と形容した。
投開票の結果、山本が岩上ら新人5候補を下し3選を果たした。上毛新聞は候補者が乱立したため現職批判票が分散し、結果的に現職の山本が有利になったと分析した。選挙後、山本を支持した田中仁は候補者が過去最多となったことについて「市政に厳しい意見や指摘があるということ」と述べ、選挙結果を山本市政の3期目に活かすよう釘をさした。

### 2024年前橋市長選挙
2023年9月12日、山本は翌年実施予定の市長選への出馬を正式に表明した。自民・公明両党には推薦を求める意向も示した。公明党群馬県本部は10月12日に山本への推薦を決定。自民党群馬県連は同月31日に山本への推薦を決定した。11月27日の山本龍の政策発表会で自民党群馬県連と公明党群馬県本部から推薦状が手渡された。群馬県知事の山本一太は現職の山本市長を支持した。日本維新の会所属の群馬県議も現職を支援した。選対本部長は元県議の中沢丈一が務めた。山本と対立候補の小川晶の選挙公約に目立った違いはなかった。山本はインフレ対策として子育て世帯と高齢者に3万円を給付することなどの追加公約を告示日当日に発表したが、小川陣営からはバラマキだとの批判を受けた。
連合群馬は2023年11月27日、臨時執行委員会で新人の小川晶群馬県議の推薦を決定した。現職の山本も連合群馬に推薦を依頼したものの、連合群馬は山本への推薦は見送った。日本共産党系の市民団体「民主市政の会」は同年12月13日、独自候補の擁立を取りやめ新人の小川を自主的に支援する意向を示した。小川陣営は、元前橋市長の高木政夫や前回市長選で落選した岩上憲司元県議を支持する保守層の取り込みに努めた。高木政夫本人や岩上憲司の父親はこの選挙で小川を支持した。立憲民主党・国民民主党・日本共産党・社会民主党などの地方議員も小川を支援した。2月1日の小川の総決起集会には、現職の山本市長を落選させるという共通の目的のもと、保守系・リベラル系・革新系の人物が集結した。その様子を、立憲民主党関係者は「呉越同舟」と表現した。
2月4日の投開票の結果、山本は小川との一騎打ちに敗れ落選した。上毛新聞の出口調査によると、自民支持層の4割弱、無党派層の6割、日本維新の会支持層の7割強が対立候補の小川に票を投じた。読売新聞の出口調査も上毛新聞とほぼ同様の結果であった。自民党関係者は、前回市長選で落選した岩上憲司の支持者らの票が小川側にかなり流れたことを明かした。自民党本部は1月31日、情勢調査から前回市長選の保守分裂のしこりが残る前橋市長選は情勢が厳しいと判断し、党本部の小渕優子選対委員長は自らが山本の応援に出向くことを断念した。地元の群馬県議は山本市長について「決して選挙に強くない」と明かした。県知事の山本一太は、山本市政の3期目に市役所課長補佐や前橋副市長が逮捕・起訴された官製談合事件があったことや、自民党本部の派閥の裏金問題が明るみに出たことも山本陣営にマイナスに作用したと分析した。

## 騒動

### 市役所課長補佐による官製談合事件
2021年4月7日、群馬県警と前橋署、前橋東署が前橋市契約管理課課長補佐と業者2人を官製談合防止法違反と公契約関係競売入札妨害の疑いで逮捕した。2019年7月の道路工事に関する指名競争入札で課長補佐が予定価格を業者に漏らした疑い。
前橋地検は同年5月17日、課長補佐を官製談合防止法違反などの罪で前橋地裁に起訴した。
前橋地裁は同年9月16日、官製談合防止法違反や加重収賄などの罪により、課長補佐に懲役2年6か月、執行猶予4年の有罪判決を言い渡した。
談合事件を受けて、前橋市は官製談合原因究明委員会を立ち上げ、副市長の戸塚良明が委員長を務めた。山本市長と前橋市は2021年5月に予定価格を事前公表制に改めた。2022年4月には130万円以上の工事を指名競争入札から、より不正の起こりにくい一般競争入札に切り替えた。

### 前橋市副市長による官製談合事件
2022年10月31日、前橋副市長の戸塚良明が一身上の都合で副市長を辞任した。4日後の同年11月4日、群馬県警と前橋署は戸塚を官製談合防止法違反と公契約関係競売入札妨害の疑いで逮捕した。2020年6月ごろ、戸塚が市発注の水道工事の指名競争入札で業者の社長に予定価格を漏らした疑い。同日に土木や水道の工事などを請け負う会社の社長も逮捕された。前橋市役所幹部は、逮捕が目前に迫っていることを察知した戸塚が事前に副市長を辞任したのではないかと推察した。
山本市長は逮捕当日の緊急記者会見で、2021年4月に発覚した市役所職員による官製談合事件を受けてすでに入札制度改革を行っているため戸塚と同様の手口による不正は防止できると説明した。戸塚の不正は入札制度改革前に行われたとされる。
山本は同年11月9日の定例記者会見で戸塚を副市長に任命してしまった責任は自身にあると認めた。同月11日の市議会各派代表者会議で、市長給与減額と第三者委員会の設置で任命責任をとる意向を示した。
同年11月25日、前橋地検は戸塚を官製談合防止法違反と公契約関係競売入札妨害の罪で前橋地裁に起訴した。その後、戸塚に対して何度か追起訴が行われた。2024年5月7日、前橋地裁は官製談合防止法違反と加重収賄などの罪で戸塚に懲役2年6月、執行猶予4年の判決を言い渡した。

## 著書
- 山本龍『みんなでつくる地方自治の手引き : まえばしインデックス2019』株式会社ぎょうせい、2018年12月。ISBN 978-4-324-10576-4。